# Kapelle Vorderbuchenbrunn

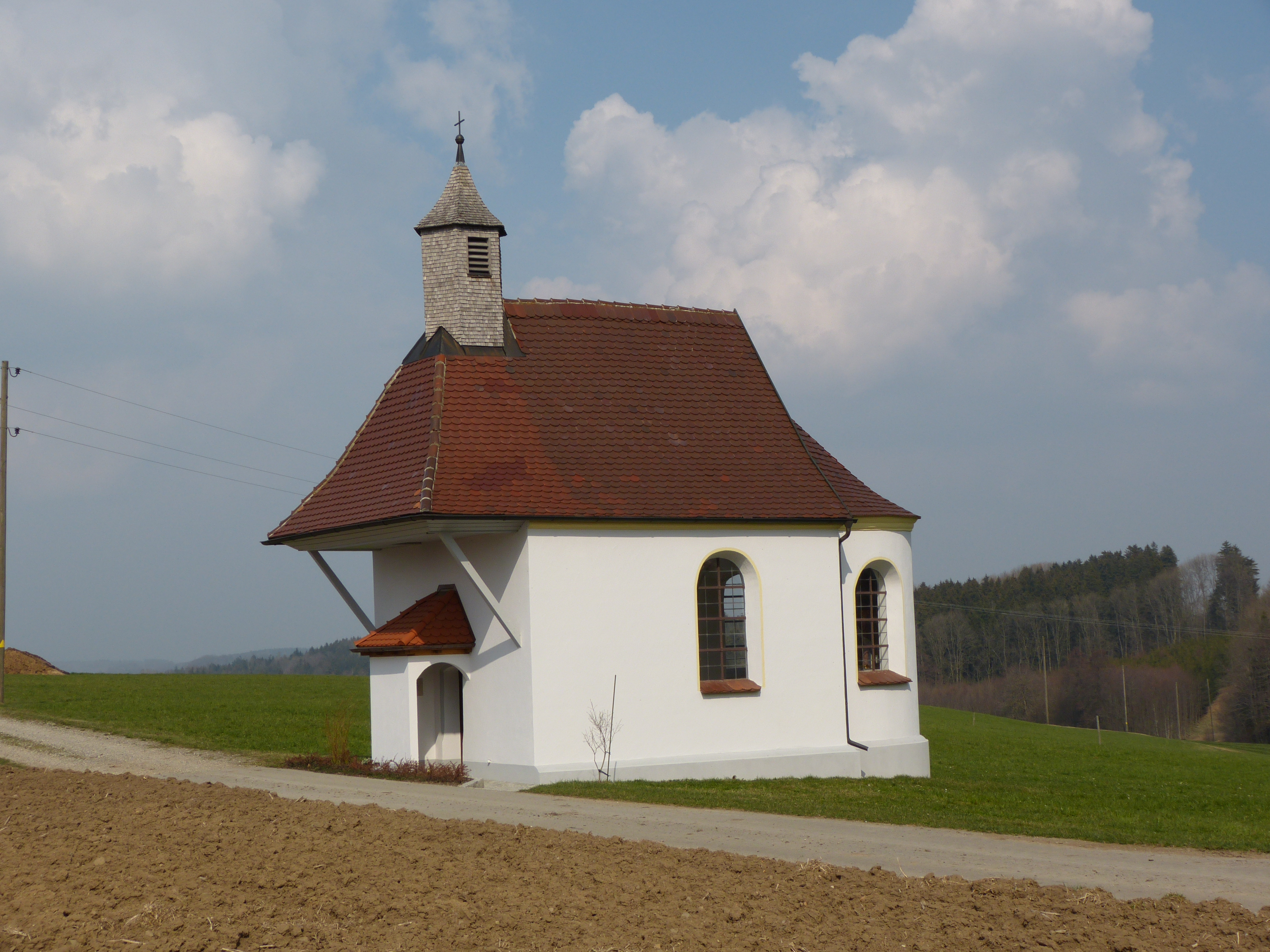
Kapelle in Vorderbuchenbrunn

Die römisch-katholische Kapelle befindet sich in Vorderbuchenbrunn einem Ortsteil von Markt Rettenbach im Landkreis Unterallgäu in Bayern. Die Kapelle steht unter Denkmalschutz. Erbaut wurde die Kapelle im 18. Jahrhundert anlässlich einer Mäuseplage. Sie trägt das Patrozinium der heiligen Katharina von Siena.

## Baubeschreibung
Die Kapelle ist ein kleiner Saal mit nur einer Fensterachse mit rundbogigen Fenstern. Im Inneren befindet sich eine Flachdecke. An den Saal schließt sich durch einen gedrückten Chorbogen der eingezogene halbrund geschlossene Altarraum an. Auch der Altarraum verfügt über eine Flachdecke. In die Kapelle führt ein stichbogiger Eingang. Auf der Kapelle befindet sich ein hölzerner sechsseitiger Dachreiter. Gedeckt ist der Dachreiter mit einem geschweiften Helm. Renoviert wurde die Kapelle in den Jahren 1899, 1964, 1998 und zuletzt 2010. Am 30. April 2011 fand die Neu-Einweihung der Kapelle statt.

## Ausstattung
Der Altar ist ein marmorierter Holzaufbau und stammt aus der Zeit um 1700. Auf dem Altarbild ist die Vermählung der heiligen Katharina abgebildet. Das Altarbild ist von Freisäulen flankiert. Abgeschlossen ist der Altar mit einem dreieckigen segmentbogigen Giebel. Im Auszug befindet sich in einer kleinen Nische eine Figur.

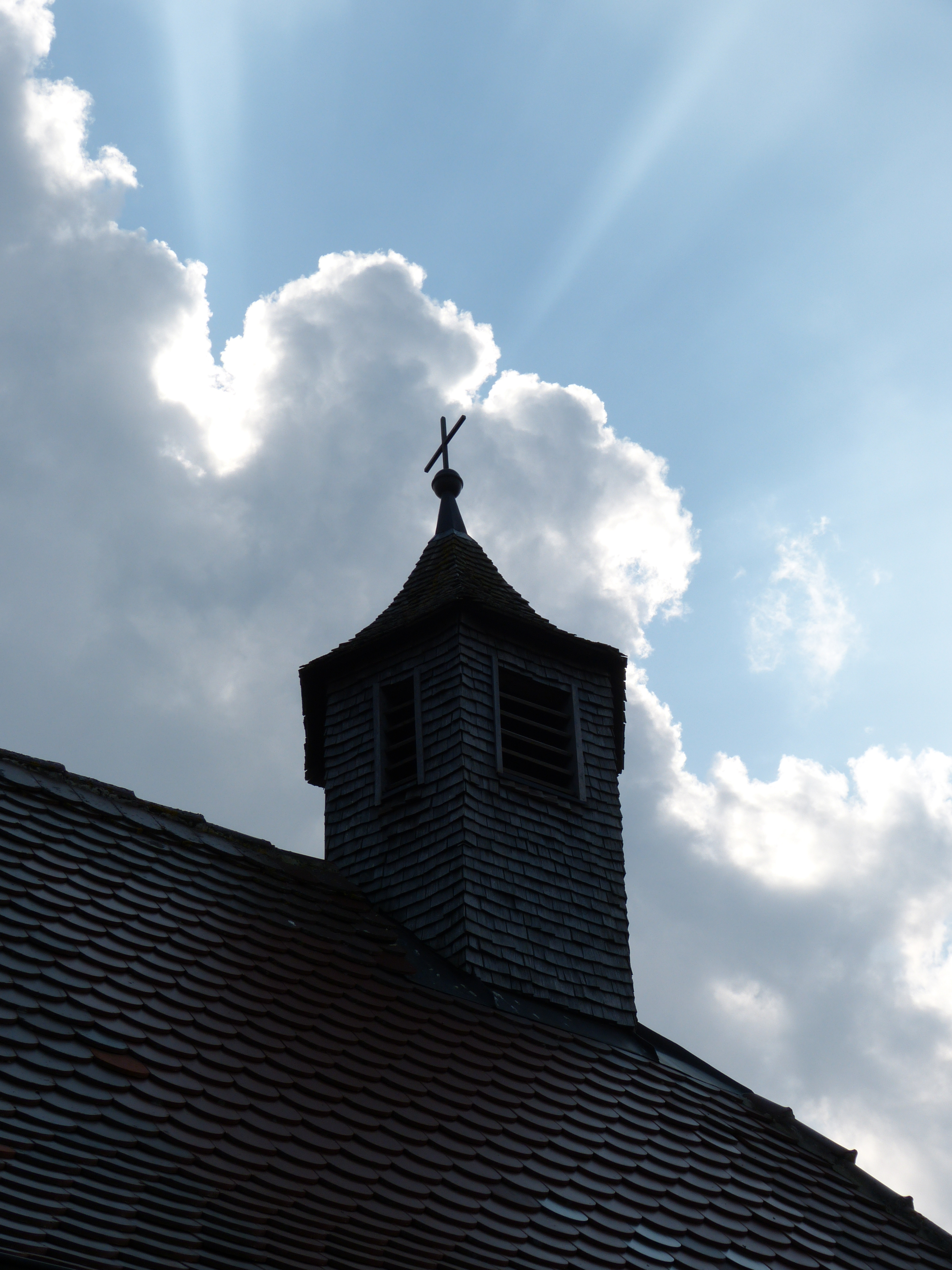
Sechsseitiger Dachreiter
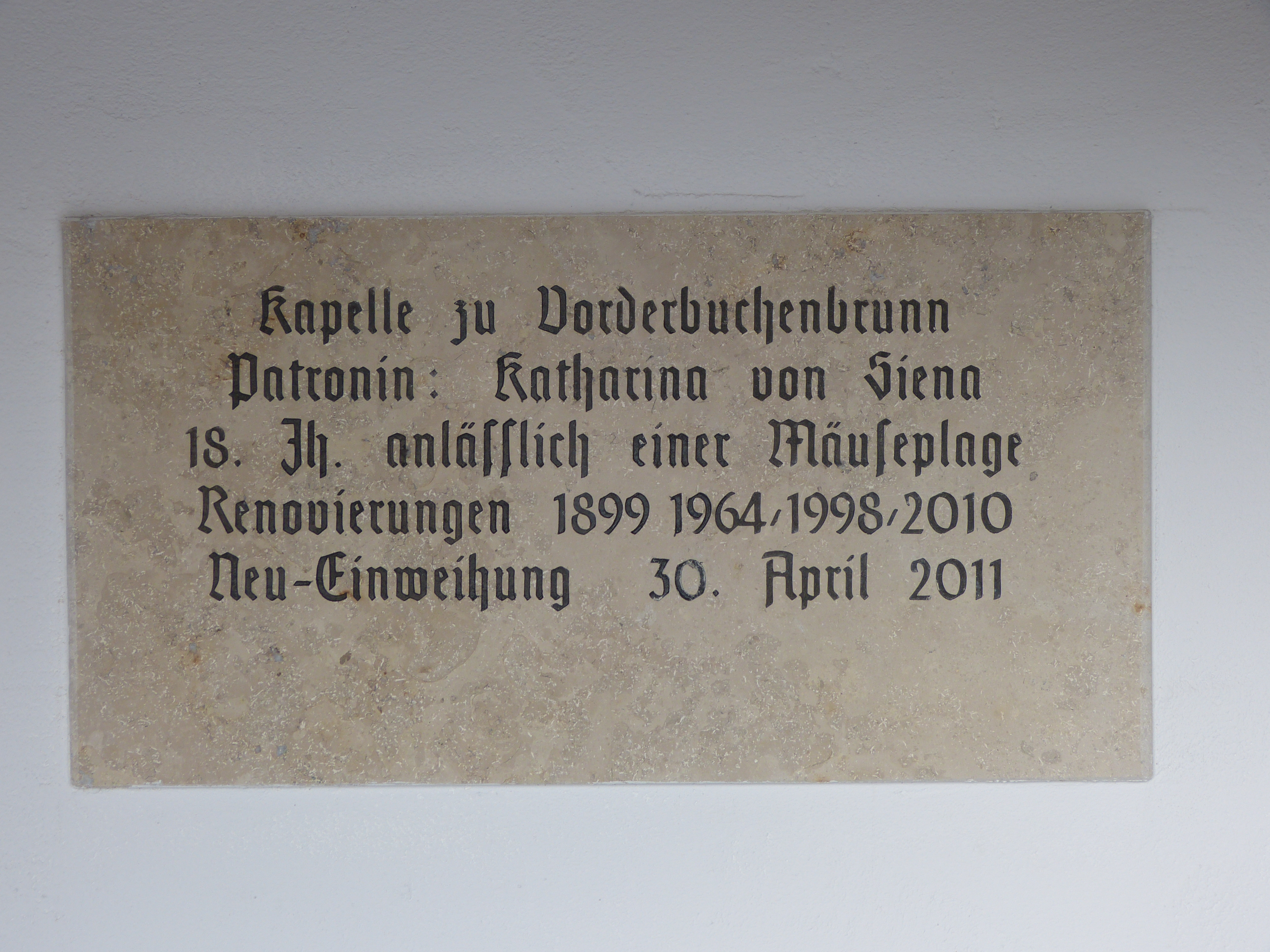
Hinweistafel am Eingang der Kapelle